# 乔治·克林顿
乔治·克林顿（英語：George Clinton，1739年7月26日—1812年4月20日），美国军人、政治家，為民主共和党黨员，曾任纽约州州长（1777年-1795年、1801年-1804年）和副總統（1805年-1812年）。

## 早年
1739年7月26日，克林頓出生於紐約市。他的父母是上校查爾斯·克林頓和伊麗莎白·丹尼斯頓克林頓。1729年，他的父母為擺脫強加給宗教上持不同政見者嚴重歧視的盎格魯-愛爾蘭的制度，成為愛爾蘭長老教移民。他的政治看法受到父親的啟發，父親曾是農民，測量師和土地投機者，並曾是紐約殖民議會的成員。喬治·克林頓是詹姆斯·克林頓將軍的兄弟，也是紐約未來州長克林頓的叔叔。喬治由蘇格蘭神職人員輔導。

### 英法北美戰爭
在英法北美戰爭期間，他加入了民兵隊，在那裡他的父親擔任上校軍銜。在英法北美戰爭中，喬治升格為中尉。他和他的兄弟詹姆斯在奪取法國船隻方面發揮了作用。

## 政治生涯
他父親對紐約邊疆的調查給州長留下了深刻的印象，以至於他於1748年被任命為紐約市及周邊縣的治安官。克林頓謝絕了這一榮譽，後來州長任命喬治為阿爾斯特縣普通法院法院書記的繼承人，他將在1759年擔任這一職位，並在接下來的52年擔任該職位。戰後，他在律師威廉·史密斯的指導下在紐約市閱讀法律。他返回家鄉（當時是阿爾斯特縣的一部分），並於1764年開始從事法律業務。第二年，他成為地方檢察官。他的兄弟詹姆士是1775年4月20日在紐約市集會的省會議的成員。

### 獨立戰爭
在列剋星敦第一次公開的武力抗爭發生一個月後，大陸議會於1775年5月25日決定在哈德遜高原建立防禦工事，以保護和維持對哈德遜河的控制。該地區終身居民詹姆斯·克林頓和克里斯托弗·塔潘被派往作为偵查員。

### 戰時州長
1775年12月，紐約省議會委託他擔任民兵準將，負責保衛哈德遜河高地免受英國的進攻。為此，他建造了兩個堡壘，並在河上拉了一條巨大的鏈條，以阻止紐約市的英軍向北航行。
他於1776年擔任大陸會議代表，但在簽署《獨立宣言》時因其他職責而缺席。
1777年3月25日，他被任命為美國陸軍準將。在1777年6月，他在同一時間被選為紐約州的州長和副州長。他正式辭去了副州長的職務，並於7月30日宣誓就任州長。他連任五次，任期至1795年6月。1777年10月6日，大陸軍在克林頓堡和蒙哥馬利堡指揮部隊。他一直待在大陸軍中，直到1783年11月3日解散。
他以對保守黨的憎恨而聞名，並通過沒收和出售保守黨遺產來幫助降低稅收。他是喬治·華盛頓的支持者和朋友，為伏奇谷的部隊提供了食物，並與華盛頓一起參加了就職典禮，並舉行了令人難忘的晚宴來慶祝這一盛事。1783年，克林頓和華盛頓在多布斯費里與蓋伊·卡爾頓將軍進行了談判，要求將英軍从美國的剩餘地区撤離。同年，克林頓成為辛辛那提紐約學會的會員，並於1794年至1795年擔任其主席。

### 参选副總統
在1780年代初，克林頓支持亞歷山大·漢密爾頓提出的比《聯邦條款》時更強大的聯邦政府的呼籲。
在1791年，即批准憲法的三年後，各州批准了《美國權利法案》。
在1788年至1789年舉行的第一次美國總統選舉中，許多反聯邦主義者都支持克林頓擔任副總統一職。
在1792年美國總統選舉中，他被新生的民主共和黨選為副總統候選人。共和黨人在華盛頓連任第二任總統之際，他們反對亞當斯副總統所謂的“君主制”態度。
1795年，他沒有競選連任州長。一些民主共和黨領導人試圖招募他競選1796年的副總統，但克林頓拒絕參選，黨魁轉而求助於另一個紐約人亞倫·伯爾。

#### 威脅要征服佛蒙特州
今天的佛蒙特州是1764年以前的有爭議領土，新罕布什爾州和紐約州的殖民地宣稱擁有這一領土。在1749–64年間，它實際上是新罕布什爾州的一部分，成千上萬的移民來到這裡。1764年，喬治三世國王將有爭議的地區（當時稱為新罕布什爾州贈款）授予紐約。紐約拒絕承認基於新罕布什爾州法律的財產主張。

### 副總統
克林頓在1804年美國總統選舉中被選為杰斐遜總統的競選搭檔，取代了亞倫·伯爾。副總統伯爾在任職初期曾與杰斐遜政府脫離，杰斐遜總統就紐約任命事宜經常與克林頓而非伯爾協商。克林頓因長期的公職工作以及在紐約州具有重要選舉地位的受歡迎程度而於1804年被選中取代伯爾。他還受到杰斐遜的青睞，因為杰斐遜在1808年已69歲，他認為克林頓年紀太大了，無法在下一次選舉中与杰斐遜的繼任國務卿詹姆斯·麥迪遜競爭。
他擔任美國第四任副總統，從1805年到1809年，先是在杰斐遜任期內，然後從1809年起在麥迪遜的任期內，直到1812年因心臟病發作去世。為避免提高副總統的地位，杰斐遜基本上無視克林頓副總統。他不熟悉美國參議院的規則，許多參議員認為他是無效的主持人。
克林頓曾試圖在1808年美國總統選舉中挑戰麥迪遜，但當國會提名核心小組選他為副總統候選人時，克林頓卻被麥迪遜的支持者擊敗。儘管如此，克林頓的支持者還是把他提拔為總統候選人，抨擊了杰斐遜政府的外交政策。聯邦黨考慮支持克林頓的候選人資格，但最終選擇重新提名查爾斯·平克尼和魯弗斯·金。
克林頓的侄子德威特·克林頓在喬治·克林頓死後於1812年向麥迪遜挑戰。德威特·克林頓贏得了大多數聯邦主義者的支持，但仍然被麥迪遜擊敗。

### 紀念
歷史學家艾倫·泰勒將喬治·克林頓形容為“革命時期紐約最精明的政治家”，他“理解了象徵主義的力量和朴素風格，尤其是當一個人以其能力和成就將自己置於越過普通人的位置的時候。”
柯林頓縣 (紐約州)；柯林頓縣 (俄亥俄州)；紐約的奧尼達縣克林頓村（漢密爾頓學院所在地）和俄亥俄州哥倫布的克林頓維爾都以他的名字命名。在華盛頓特區，康涅狄格大道上有他的鍍金馬術雕塑。
約翰·特朗布爾在繪畫《獨立宣言》中對他進行了描繪，即使他既未簽名也未在簽名時在場。1976年，這幅畫出現在兩美元鈔票的反面，並在1995年和2003年再次印刷。